# Annamari Sarajas

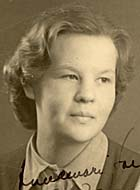
Annamari Sarajas år 1942.

Annamari Sarajas, född 12 oktober 1923 i Nivala, död 3 januari 1985 i Helsingfors, var en finländsk litteraturvetare. Hon var syster till Salme Sarajas-Korte.
Sarajas blev student 1942, filosofie kandidat 1948, filosofie licentiat 1956 och filosofie doktor 1957. Hon var 1948–1956 förlagstjänsteman, 1957–1961 kulturredaktör och 1965–1966 kulturchef på Uusi Suomi, där hon grundade och utvecklade den första kulturavdelningen på en dagstidning i Finland. Hon blev 1967 personlig e.o. professor i litteraturhistoria och följande år professor i inhemsk litteratur vid Helsingfors universitet.
Sarajas behandlade de litterära strömningarna kring sekelskiftet 1900 i arbetena Elämän meri (1961) och Viimeiset romantikot (1962). I verket Tunnuskuvia (1968) granskade hon de litterära förbindelserna mellan Finland och Ryssland under den autonoma tiden. Ett urval av hennes essäer från 1950-talet publicerades 1980 under titeln Orfeus nukkuu.